# 大熊座47b
大熊座47b是一颗位于大熊座、距离地球大约46光年的系外行星，其母星为大熊座47。该行星是大熊座47行星系中距离其母星最近的行星，其质量下限为2.62倍木星质量。科学家于1996年发现该行星。

## 发现
和大多数系外行星一样，科学家是通过测定由于行星引力引起的恒星径向速度而发现这颗行星的，而其径向速度的测定则是通过精确测定大熊座47光谱的多普勒频移得出的。自从在一颗类似太阳的恒星附近发现了第一颗系外行星之后，天文学家杰弗里·马西和R·保罗·巴特尔开始搜寻他们过往的观测资料，寻找系外行星存在的蛛丝马迹，并最终发现两颗系外行星：大熊座47b和室女座70b。该发现于1996年向外公布。

## 轨道和质量
大熊座47b的轨道距离其母星2.14天文單位，轨道周期为1095个地球日， 它是发现的第一颗围绕主序星运转的长周期行星。和大部分长周期系外行星不同，其轨道离心率很低。
由于径向速度法的局限性，科学家还无法准确测定大熊座47b的各项物理特性，而只知晓该行星的质量下限为2.62倍木星质量。依巴谷卫星所作的初期天体测量测定该行星的轨道与天球切面的夹角为63.1°，这表明其真实质量将比由径向速度法测定的质量下限高出12%。但是随后对该过程中使用的数据压缩技术进行的调查表明依巴谷卫星所作的测量并不准确，故该行星的真实轨道倾角和真实质量还不为人知。

## 物理特性
大熊座47b的质量较大，所以它可能属于类木行星，从而并不拥有固体表面。由于科学家只能间接的探测该行星，所以至今还不知道其半径、物质构成和表面温度。依据其质量可知该星体表面重力可能将达到地球的6-8倍。如果该行星的物质构成类似于木星，且其环境接近于化学平衡，那么其上层大气中可能就含有水蒸气云，与之形成对照的则是木星上典型的氨云。
大熊座47b不仅位于适居带之外，而且其重力作用还会影响处于适居带内的行星的运行轨道。此外，它的影响也可能破坏类地行星的形成过程以及内层行星获取水的机会。因此位于大熊座47系统适居带内的行星可能质量较小，表面也较为干燥。
尽管该行星位于通常认为的适居带范围之外，但是科学家推测来自大熊座47b的光反射、红外辐射以及潮汐热效应将会提升环绕其运转的卫星的表面温度，从而使这些卫星上可能出现适合生命居住的环境。